# Geranomyia deccanica
Geranomyia deccanica är en tvåvingeart som först beskrevs av Alexander 1968.  Geranomyia deccanica ingår i släktet Geranomyia och familjen småharkrankar. Inga underarter finns listade i Catalogue of Life.